# Aeroporto di Prestwick
L'Aeroporto di Prestwick (IATA: PIK, ICAO: EGPK) o anche Aeroporto di Glasgow-Prestwick (in Lingua gaelica scozzese: Port-adhair Phreastabhaig) è un aeroporto internazionale che serve l'area urbana di Glasgow in Scozia. Esso è situato a circa 2 km a nord est dalla città di Prestwick, nell'Ayrshire Meridionale.

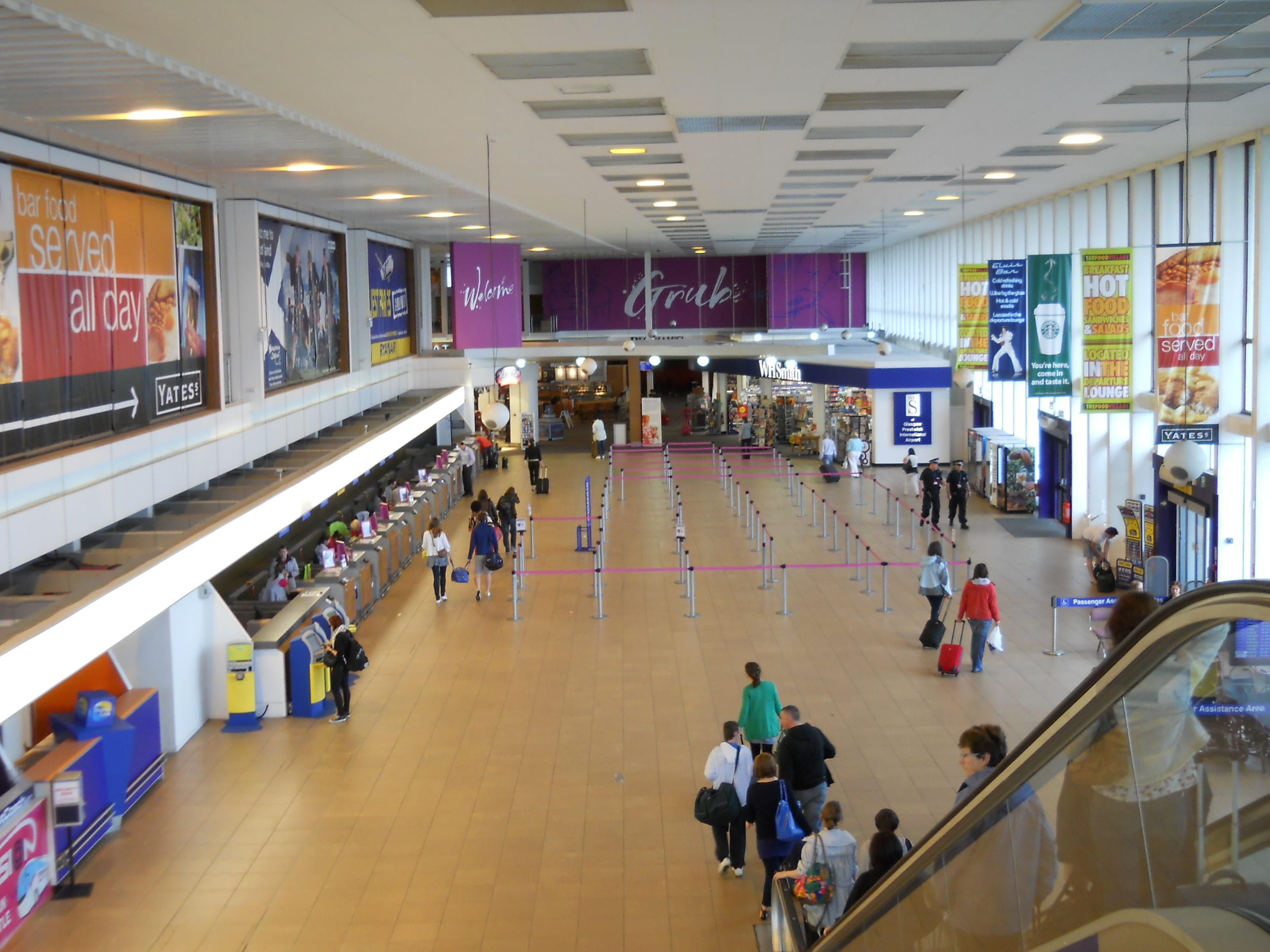
Area partenze dell'aeroporto

In termini di traffico passeggeri è il quarto della Scozia dopo l'aeroporto di Edimburgo, l'aeroporto di Glasgow e l'aeroporto di Aberdeen. Il traffico passeggeri aumentò notevolmente a partire dal 2007 grazie alla presenza delle compagnie low-cost ed in modo particolare a Ryanair che qui aveva posizionato un suo hub. Tuttavia negli anni successivi il traffico è diminuito nettamente, scendendo dai quasi due milioni e mezzo di passeggeri del 2007 a meno di settecentomila (dati 2017).
È utilizzato anche per il traffico cargo.